# Pavel Anatolyevich Sudoplatov
Pavel Anatolyevich Sudoplatov (tiếng Nga: Пáвел Aнатóльевич Cудоплáтов; 7 tháng 7 năm 1907 - 26 tháng 9 năm 1996) là một lãnh đạo của cơ quan tình báo Liên Xô, cấp bậc Trung tướng. Ông từng giữ nhiều vai trò quan trọng trong các hoạt động nổi tiếng bao gồm vụ ám sát Leon Trotsky năm 1940, chương trình gián điệp của Liên Xô thu được thông tin về bom nguyên tử từ Dự án Manhattan và Chiến dịch Scherhorn, một hoạt động lừa dối của Liên Xô chống lại người Đức năm 1944. Cuốn tự truyện của ông, Nhiệm vụ đặc biệt, xuất bản năm 1994, khiến ông nổi tiếng ngoài Liên Xô, và cung cấp cái nhìn chi tiết về tình báo Liên Xô và chính trị nội bộ của Liên Xô trong những năm ông làm lãnh đạo.

## Thiếu thời và sự nghiệp
Sudoplatov được sinh ra ở Melitopol, tỉnh Taurida, Đế quốc Nga (thuộc tỉnh Zaporizhia, Ukraina) ngày nay, có mẹ là người Nga và cha là người Ukraina, và được rửa tội theo nghi thức Giáo hội Chính thống giáo Nga. Năm 1919, khi 12 tuổi, ông rời nhà và gia nhập một trung đoàn Hồng quân gần Melitopol. Ông từng tham chiến chống lại cả lực lượng Bạch vệ và phong trào dân tộc Ukraina trong Nội chiến Nga.

### Hoạt động trong lực lượng cảnh sát chính trị và bộ máy tình báo
Sudoplatov được tuyển dụng vào Cheka năm 1921, ở tuổi 14, và được thăng chức lên Cục Chính trị Bí mật (SPO) của Tổng cục Chính trị Nhà nước Ukraina (OGPU) vào năm 1927.
Ông chuyển đến OGPU của Liên Xô vào năm 1933, chuyển đến Moskva và ngay sau đó trở thành một "kẻ bất hợp pháp", hoạt động dưới sự bảo vệ của một số quốc gia châu Âu.

### Vụ ám sát Yevhen Konovalets
Vào ngày 23 tháng 5 năm 1938, ông đích thân thực hiện nhiệm vụ ám sát nhà lãnh đạo quốc gia Ukraina Yevhen Konovalets ở Rotterdam bằng cách đưa cho ông một hộp sôcôla chứa một quả bom.
Theo Sudoplatov, lệnh giết Konovalets đến trực tiếp từ Stalin, người đã đích thân nói với ông: "Đây không chỉ là một hành động trả thù, mặc dù Konovalets là một "đặc vụ" của chủ nghĩa phát xít Đức. Mục tiêu của chúng tôi là chặt đầu phong trào "phát xít" của Ukraina vào đêm trước chiến tranh và buộc các "băng đảng" này phải tiêu diệt lẫn nhau trong cuộc đấu tranh giành quyền lực." :23–24
Sau khi giao quả bom cho Konovalets, Sudoplatov bình tĩnh bước đi và đợi gần đó để xác minh rằng nó đã phát nổ thành công. Sau đó, anh đi bộ đến ga xe lửa của Rotterdam và lên một chuyến tàu đến Paris. Với sự hỗ trợ của NKVD, Sudoplatov đã được chuyển đến Đệ Nhị Cộng hòa Tây Ban Nha, nơi ông phục vụ trong một thời gian ngắn trong cuộc chiến chống lại những người theo chủ nghĩa dân tộc của Francisco Franco.

Do sự mất tích đột ngột của anh ta, cả cảnh sát Hà Lan và OUN ngay lập tức nghi ngờ Sudoplatov về vụ giết người của Konovalets. Do đó, một bức ảnh của Sudoplatov và Konovalets cùng được phân phối cho mọi đơn vị OUN. Theo Sudoplatov 
 Vào những năm 1940, SMERSH... đã bắt được hai chiến binh du kích ở Tây Ukraina, một trong số họ có bức ảnh này về tôi. Khi được hỏi tại sao anh ta mang nó, anh ta trả lời: "Tôi không biết tại sao, nhưng mệnh lệnh là nếu chúng ta tìm thấy người đàn ông này, hãy tiêu diệt anh ta."  :16 

### Suýt bị thanh trừng
Vào mùa thu năm 1938, ông đã trở thành quyền giám đốc của Ban Ngoại vụ NKVD (mà tiền thân là cơ quan OGPU) sau khi thanh trừng người đứng đầu trước đó, trong một loạt các cuộc thanh trừng mà sau đó lên đến đỉnh điểm vào sự sụp đổ của Nikolai Yezhov (người cuối cùng đã được thay thế bởi Lavrentiy Beria). Ngay sau đó, Sudoplatov suýt bị thanh trừng nhưng may mắn thoát được.

### Vụ ám sát Leon Trotsky
Vào tháng 3 năm 1939, Stalin đã phục hồi Sudoplatov, thăng chức ông lên làm phó giám đốc Ban Ngoại vụ, và giao cho ông phụ trách vụ ám sát Trotsky, được thực hiện vào tháng 8 năm 1940.

### Phá hoại
Vào tháng 6 năm 1941, Sudoplatov được giao phụ trách Cục Quản lý các nhiệm vụ đặc biệt của NKVD, nhiệm vụ chính là thực hiện các hoạt động phá hoại đằng sau chiến tuyến của kẻ thù trong thời chiến (cả trong nước và các nhiệm vụ ám sát ở nước ngoài). Trong Thế chiến thứ hai, đơn vị của ông đã giúp tổ chức các đội du kích, và các đơn vị hậu phương bí mật khác để phá hoại và ám sát, để chống lại Đức quốc xã.

### Lời đề nghị hòa bình 1941
Vào cuối tháng 7 năm 1941, theo lệnh của Beria, ông đã gặp (trong một nhà hàng Georgia ở trung tâm Moskva) với đại sứ Bulgaria, người đại diện của Đức tại Liên Xô, vào thời điểm đó. Sudoplatov đã hỏi đại sứ rằng Hitler sẽ ngừng thâm nhập Liên Xô để đổi lấy việc trao cho Đức, một phần lớn của Liên Xô. Không ai biết liệu đề xuất này là thật hay đó chỉ là nỗ lực của Liên Xô để giành lấy thời gian trì hoãn quý báu.

### "Ban S" và bom nguyên tử
Vào tháng 2 năm 1944, Beria được cho là đã chỉ định Sudoplatov để lãnh đạo Cục S mới thành lập, mà theo Sudoplatov, đã hợp nhất cả tình báo quân đội (GRU) và tình báo NKVD trong nỗ lực hỗ trợ và bảo vệ dự án bom nguyên tử của Liên Xô. Vai trò và đóng góp chính xác của Sudoplatov, cũng như tuyên bố của ông rằng ông "đã tổ chức hoạt động lấy cắp bí mật nguyên tử từ Hoa Kỳ với sự trợ giúp của bốn nhà khoa học lỗi lạc" đang được thảo luận, theo Cục Tình báo Đối ngoại Nga, Sở S được thành lập vào tháng 9 năm 1945 và Sudoplatov đã hạn chế quyền truy cập vào nỗ lực nguyên tử của Liên Xô từ thời điểm đó cho đến tháng 10 năm 1946 và không có quyền truy cập vào các đặc vụ nước ngoài được giao nhiệm vụ thu thập thông tin tình báo nguyên tử. Năm 1995, Cục Điều tra Liên bang (FBI) đã tiến hành một cuộc điều tra và tuyên bố rằng nó, 
... không sở hữu bất kỳ bằng chứng xác thực nào cho thấy Neils (sic) Bohr, Enrico Fermi, Robert Oppenheimer hoặc Leo Szilard tham gia vào bất kỳ hoạt động gián điệp nào thay mặt cho bất kỳ thế lực nước ngoài nào..., FBI đã phân loại thông tin có sẵn mà lập luận chống lại các kết luận mà tác giả của 'Nhiệm vụ đặc biệt' đạt được. FBI, do đó, coi những cáo buộc như vậy là không có cơ sở. 

### MGB
Vào mùa hè năm 1946, Sudoplatov đã bị xóa khỏi cả hai vị trí và vào tháng 9, ông được giao phụ trách một nhóm khác tại MGB mới được đổi tên, một nhóm được cho là lên kế hoạch cho các hành động phá hoại ở các nước phương Tây. Vào tháng 11 năm 1949, ông được giao một công việc tạm thời giúp đàn áp một phong trào du kích ở Ukraina, một tàn tích hậu Thế chiến thứ hai.

### MVD
Vào mùa xuân năm 1953, vào khoảng thời gian Stalin chết, Sudoplatov được chỉ định làm lãnh đạo Văn phòng Nhiệm vụ đặc biệt của MVD, chịu trách nhiệm cho các hoạt động phá hoại ở nước ngoài, và điều hành các mạng lưới "bất hợp pháp" được giao nhiệm vụ chuẩn bị các cuộc tấn công vào các cơ sở quân sự ở các nước NATO, trong trường hợp NATO tấn công Liên Xô.

## Bắt giữ, xét xử và bỏ tù
Sau khi sự sụp đổ của Beria, Sudoplatov đã bị bắt vào ngày 21 tháng 8 năm 1953, với tư cách là cộng tác của Beria trong các tội ác. Ông đã giả điên loạn để tránh bị xử tử với Beria, và do đó chỉ bị xét xử vào năm 1958. Ông đã bị cáo buộc liên quan đến phòng thí nghiệm tử vong của Mairanovsky: 
 Khi được thành lập [trong phiên tòa], Beria và đồng phạm đã phạm tội ác chống lại loài người: họ đã thử nghiệm các chất độc chết người, gây ra cái chết đau đớn, trên người sống. Một phòng thí nghiệm đặc biệt, được thành lập để thử nghiệm hành động của các chất độc đối với người sống, hoạt động dưới sự giám sát của Sudoplatov và phó của y là Eitingon từ năm 1942 đến 1946. Họ yêu cầu y chỉ cung cấp cho họ những chất độc đã được thử nghiệm trên người... Ông bị kết án 15 năm tù. Sau khi mãn hạn tù, ông đã được trả tự do vào tháng 8 năm 1968.

Sudoplatov sau đó làm việc một thời gian với tư cách là dịch giả tiếng Đức và tiếng Ukraina, đồng thời xuất bản - với bút danh "Anatoliy Andreev" - ba cuốn sách dựa trên các hoạt động của ông trong Thế chiến thứ hai.

Sau một chiến dịch thư-văn bản mở rộng, bao gồm cả một nỗ lực công khai trong thời kỳ glasnost trong những năm cuối thập niên 1980, ông cuối cùng đã được phục hồi và xóa tội vào ngày 10 tháng 1 năm 1992 - chỉ 1 tháng sau khi Liên Xô tan rã. Trong hồi ký của mình, ông đã viết một cách cay đắng về sự phục hồi của mình:  Liên Xô — nơi mà tôi đã cống hiến từng sợi cơ thể của mình và tôi sẵn sàng chết; mà tôi đã nhắm mắt trước sự tàn bạo, tìm ra sự biện minh trong việc chuyển đổi từ một quốc gia lạc hậu thành một siêu cường; mà tôi đã dành nhiều tháng dài để làm nhiệm vụ xa Emma và lũ trẻ; những sai lầm khiến tôi mất 15 năm cuộc đời làm chồng và làm cha - không sẵn sàng thừa nhận thất bại của nó và đưa tôi trở lại như một công dân. Chỉ khi không còn Liên Xô, không còn đế chế đáng tự hào nữa, tôi mới được phục hồi và tên của tôi trở lại đúng vị trí của nó. Năm 1994, cuốn tự truyện của Sudoplatov, Nhiệm vụ đặc biệt, dựa một phần vào ký ức của chính Sudoplatov và một phần dựa trên một số tài liệu KGB, được viết với sự giúp đỡ của con trai ông Anatoliy và hai nhà văn Mỹ, đã được xuất bản; nó gây ra một sự chú ý đáng kể. Ngoài các chi tiết mở rộng về nhiều hoạt động tình báo của Liên Xô trong sự nghiệp của Sudoplatov, và một cuộc thảo luận rộng rãi tương tự về các mưu mô chính trị bên trong các cơ quan tình báo và chính phủ Liên Xô, tuyên bố rằng một số nhà khoa học phương Tây từng làm việc trong dự án bom nguyên tử, chẳng hạn như Robert Oppenheimer, trong khi không tuyển dụng các đặc vụ cho Liên Xô, đã cung cấp thông tin quan trọng.:190–192 Các phương tiện truyền thông Mỹ ban đầu coi tiết lộ này là một tin sốt dẻo, nhưng sau đó, Cơ quan Tình báo đối ngoại của Nga và FBI đã tranh luận về tuyên bố này, và các nhà khoa học và sử gia người Mỹ và Nga đã bác bỏ.
Sudoplatov qua đời vào ngày 26 tháng 9 năm 1996 và được chôn cất bên cạnh vợ tại Nghĩa trang New Donskoy ở Moskva.

- Huân chương Lenin
- Ba Huân chương Cờ đỏ
- Huân chương Suvorov hạng Nhì
- Huân chương Chiến tranh vệ quốc hạng Nhất
- Hai Huân chương Sao đỏ

- Đội phó cao cấp An ninh nhà nước (Старший лейтенант ГБ; 30.12.1936)
- Đội trưởng An ninh nhà nước (Капитан ГБ; 25.09.1938)
- Thanh tra An ninh nhà nước (Майор ГБ; 14.03.1940)
- Thanh tra cao cấp An ninh nhà nước (Старший майор ГБ; 08.08.1941)
- Ủy viên An ninh nhà nước bậc 3 (Комиссар ГБ 3-го ранга; 14.02.1943)
- Trung tướng (Генерал-лейтенант; 09.07.1945)

1. 
2. 
3. 
4. 
5. 
6. 
7. 
8. 
9. 
10. 
11. 
12. 
13. 
14. 

- Symon Petliura, Yevhen Konovalets, Stepan Bandera -Three Lãnh đạo Phong trào Giải phóng Ukraine bị giết bởi Huân chương Moscow. Nhà xuất bản Ucraina Limited. 237, Đường Liverpool, Luân Đôn, Vương quốc Anh. 1962. (audiobook).
- Hastings, Max (2015). The Secret War: Spies, Codes and Guerrillas 1939 -1945. London: William Collins. ISBN 978-0-00-750374-2.  Hastings, Max (2015). The Secret War: Spies, Codes and Guerrillas 1939 -1945. London: William Collins. ISBN 978-0-00-750374-2.  Hastings, Max (2015). The Secret War: Spies, Codes and Guerrillas 1939 -1945. London: William Collins. ISBN 978-0-00-750374-2.
- Pavel Sudoplatov; Anatoli Sudoplatov; Jerrold L. Schecter; Leona P. Schecter (1994). Special Tasks: The Memoirs of an Unwanted Witness—A Soviet Spymaster. Boston: Little, Brown and Company. ISBN 0-316-77352-2.  Pavel Sudoplatov; Anatoli Sudoplatov; Jerrold L. Schecter; Leona P. Schecter (1994). Special Tasks: The Memoirs of an Unwanted Witness—A Soviet Spymaster. Boston: Little, Brown and Company. ISBN 0-316-77352-2.  Pavel Sudoplatov; Anatoli Sudoplatov; Jerrold L. Schecter; Leona P. Schecter (1994). Special Tasks: The Memoirs of an Unwanted Witness—A Soviet Spymaster. Boston: Little, Brown and Company. ISBN 0-316-77352-2.
- Stechkin, Viktor. Pavel Sudoplatov - kẻ hủy diệt Stalina. Moskva: Eksmo, 2005.

- Hồ sơ Lưu trữ ngày 8 tháng 1 năm 2016 tại Wayback Machine của Pavel Sudoplatov tại trang web của Cơ quan tình báo đối ngoại Nga
- Mộ của Pavel Sudoplatov